# Dead Reflection
Dead Reflection es el noveno álbum de estudio de la banda canadiense de post-hardcore Silverstein. Fue lanzado el 14 de julio de 2017 a través de Rise Records en todo el mundo y New Damage Records en Canadá. Este fue el último álbum de la banda en Rise Records.

## Lista de canciones
| N.º | Título           | Duración |  |
| 1.  | «Last Looks»     | 2:53     |  |
| 2.  | «Retrograde»     | 3:11     |  |
| 3.  | «Lost Positives» | 3:42     |  |
| 4.  | «Ghost»          | 3:31     |  |
| 5.  | «Aquamarine»     | 3:44     |  |
| 6.  | «Mirror Box»     | 3:48     |  |
| 7.  | «Demons»         | 3:02     |  |
| 8.  | «The Afterglow»  | 3:08     |  |
| 9.  | «Cut and Run»    | 2:52     |  |
| 10. | «Secret's Safe»  | 3:43     |  |
| 11. | «Whiplash»       | 2:58     |  |
| 12. | «Wake Up»        | 4:48     |  |

## Posicionamiento en lista
| Lista (2017)                            | Posición |
| --------------------------------------- | -------- |
| Canadá (Billboard Canadian Albums)      | 64       |
| Estados Unidos (Billboard 200)          | 46       |
| Estados Unidos (Top Alternative Albums) | 9        |
| Estados Unidos (Top Hard Rock Albums)   | 3        |
| Estados Unidos (Top Rock Albums)        | 8        |